# Стариця (Бериславський район)
Ста́риця — село в Україні, у Борозенській сільській громаді Бериславського району Херсонської області. Населення становить 118 осіб.

## Населення

### Мовний склад
Рідна мова населення за даними перепису 2001 року:
| Мова       | Чисельність, осіб | Доля     |
| ---------- | ----------------- | -------- |
| Українська | 111               | 94,07 %  |
| Російська  | 7                 | 5,93 %   |
| Разом      | 118               | 100,00 % |

## Історія
Під час організованого радянською владою Голодомору 1932—1933 років померло щонайменше 33 жителі села.
12 червня 2020 року, відповідно до Розпорядження Кабінету Міністрів України від № 726-р «Про визначення адміністративних центрів та затвердження територій територіальних громад Херсонської області», увійшло до складу  Борозенської сільської громади.
19 липня 2020 року, в результаті адміністративно-територіальної реформи та ліквідації  Великоолександрівського району увійшло до складу Бериславського району.